# Dianella Selvatico Estense
Dianella Selvatico Estense (Padova, 1º luglio 1936 – Cortina d'Ampezzo, 26 agosto 1999) è stata una poetessa e traduttrice italiana.

## Biografia
Di famiglia nobile, fu collaboratrice del Mondo, per cui lavorò come giornalista; fu traduttrice dal francese e dall'inglese, e le sue traduzioni furono pubblicate dai principali editori italiani. Per la traduzione di La vita, istruzioni per l'uso di Perec vinse il XV Premio Monselice per la traduzione letteraria (1985).

## Opere

### Curatele
- Ippolito Nievo, Le lucciole, Milano, All'insegna del pesce d'oro, 1961
- Rudyard Kipling, Gunga Din, Milano, All'insegna del pesce d'oro, 1962

### Poesia
- Si è sfogliata una rosa, Padova, Rebellato, 1958 introduzione di Diego Valeri
- Quando il giorno sarà compiuto, Milano, All'insegna del pesce d'oro, 1960 introduzione di Giuseppe UNGARETTI
- Un giorno all'improvviso, Milano, All'insegna del pesce d'oro, 1964
- Il senso delle cose, Torino, Dell'Albero, 1967
- Nel breve cerchio, Milano, All'insegna del pesce d'oro, 1988 introduzione di Mario Luzi
- Poesie inedite, Pasian di Prato, Campanotto, 2001

### Traduzioni
- Marguerite Duras, Il pomeriggio del signor Andesmas; Alle dieci e mezzo di sera, d'estate, Torino, Einaudi, 1962
- Robert Sheckley, Mai toccato da mani umane, Milano, Mondadori, 1962
- Robert Sheckley, I mostri, 1962
- Pierre Jean Jouve, Paulina 1880, Milano, Lerici, 1964
- Jacques Cazotte, Il diavolo innamorato, Torino, Dell'Albero, 1966
- Colette, L'ingenua libertina, Torino, Dell'Albero, 1966
- Philippe Blaiberg, Blaiberg racconta, Milano, Garzanti, 1969
- Michael Crichton, In caso di necessità, Milano, Garzanti, 1970
- Michael Crichton, Fredda come il ghiaccio, Milano, Garzanti, 1971
- Anne Hébert, Dietro il gelo dei vetri, Milano, Mondadori, 1972, Premio straordinario "Leone Traverso" opera prima, nell'ambito del Premio Città di Monselice[2]
- Raymond Radiguet, Il diavolo in corpo, Milano, Mondadori, 1973
- P. Christian (padre), I poveri alla porta, Roma, Coines, 1973
- L'orologiaio di Dien Bien Phu, Roma, Coines, 1974
- Bernard Besret, Lettere alla comunità di base, Roma, Coines, 1974
- Edmonde Charles-Roux, Lei, Adriana, Milano, Rizzoli, 1974 (con Mario Diacono)
- René Victor Pilhes, L'imprecatore, Milano, Mondadori, 1975
- Colette Peignot, Storia di una ragazzina e altri scritti, Roma, Edizioni delle donne, 1976
- Patrick Cauvin, Signor papà, Milano, Mondadori, 1977
- Françoise Sagan, Il letto disfatto, Milano, Club degli editori, 1977
- Patrick Cauvin, Piccolo grande amore, Milano, Mondadori, 1978
- Guy de Maupassant, Bel Ami, Milano, Mondadori, 1979
- Adélaïde Blasquez, Gaston Lucas, fabbro ferraio, Torino, Einaudi, 1979
- Simone de Beauvoir, Lo spirituale un tempo, Torino, Einaudi, 1980
- Catherine Rihoit, Il ballo delle debuttanti, Milano, Club degli editori, 1980
- Georges Perec, La vita, istruzioni per l'uso, Milano, Rizzoli, 1984
- Simone de Beauvoir, Il sangue degli altri, Milano, Mondadori, 1985
- Lucien Bodard, Anne Marie, Milano, Rizzoli, 1985
- Catherine Hermary-Vieille, La marchesa delle ombre, o la vita di Marie-Madeleine d'Aubrey, marchesa di Brinvilliers, Milano, Mondadori, 1985
- Jean-Marie Gustave Le Clézio, Deserto, Milano, Rizzoli, 1985
- Michele di Grecia, La donna sacra, Milano, Mondadori, 1986
- Claude Simon, La battaglia di Farsalo, Torino, Einaudi, 1987
- Georges Perec, Mi ricordo, Torino, Bollati Boringhieri, 1988
- George Sand, La storia del vero Gribouille, Milano, Mondadori, 1988
- Jean-Marie Gustave Le Clézio, Il cercatore d'oro, Milano, Rizzoli, 1990
- Luis Buñuel, Dei miei sospiri estremi, SE Editrice, 1991
- Anne-Marie Hirsch, Ritorno a Weimar, Torino, Bollati Boringhieri, 1991
- Georges Perec, W, o Il ricordo d'infanzia, Milano, Rizzoli, 1991
- Emmanuèle Bernheim, Sua moglie, Milano, Rizzoli, 1994
- René, Il testamento della ragazza morta, Macerata, Quodlibet, 1994
- Maryse Condé, Le migrazioni del cuore, Milano, Rizzoli, 1996
- Albert Cohen, Diario, Milano, Rizzoli, 1995
- Françoise Giroud, Mio carissimo amore, Milano, Rizzoli, 1995